# روي سالفادوري
روي سالفادوري (بالإنجليزية: Roy Salvadori)‏ مواليد 12 مايو 1922 في إسكس، إنجلترا، كان سائق فورملا 1 بريطاني سابق كان قد بدأ مسيرته الاحترافية سنة 1952. كان أول سباق له هو جائزة بريطانيا الكبرى 1952. خاض خلال مسيرته 50 سباقاً.

## سباقات شارك فيها
- لو مان 24 ساعة
- بطولة العالم للسيارات الرياضية